# Lajas Sijlla
Lajas Sijlla (auch Sijlla Sijlla) ist eine Ortschaft im Departamento Chuquisaca im südamerikanischen Andenstaat Bolivien.

## Lage im Nahraum
Lajas Sijlla ist ein Ort des Municipio Tarabuco in der Provinz Yamparáez. Die Ortschaft liegt auf einer Höhe von 3257 m auf der Lajas Pampa, die zur kontinentalen Wasserscheide zwischen den Flusssystemen des Amazonas und des Río de la Plata gehört.

## Geographie
Lajas Sijlla liegt zwischen dem Altiplano und dem bolivianischen Tiefland im Höhenzug der bolivianischen Cordillera Central. Das Klima ist ein kühl-gemäßigtes Höhenklima mit typischem Tageszeitenklima, bei dem die Temperaturunterschiede im Tagesverlauf stärker schwanken als im Jahresverlauf.
Die Jahresdurchschnittstemperatur in Tarabuco liegt bei etwa 9 °C (siehe Klimadiagramm Tarabuco), die Monatsdurchschnittswerte schwanken zwischen 6 °C im Juli und 11 °C im November. Der Jahresniederschlag beträgt 600 mm und weist vier aride Monate von Mai bis August mit Monatswerten unter 10 mm auf, und eine deutliche Feuchtezeit von Dezember bis Februar mit Monatsniederschlägen zwischen 100 und 125 mm.

## Verkehrsnetz
Lajas Sijlla liegt in einer Entfernung von 74 Straßenkilometern östlich der Departamento-Hauptstadt Sucre.
Lajas Sijlla liegt an der 976 Kilometer langen Nationalstraße Ruta 6, die Sucre mit dem Gran Chaco im bolivianischen Tiefland verbindet. Die Ruta 6 beginnt im Westen bei Machacamarca im Departamento Oruro und führt über Llallagua nach Sucre. Von dort führt sie weiter in östlicher Richtung über Yamparáez und Tarabuco nach Lajas Sijlla und weiter über Zudáñez, Monteagudo und Boyuibe bis zur Grenze mit Paraguay.

## Bevölkerung
Die Einwohnerzahl der Stadt ist im vergangenen Jahrzehnt leicht zurückgegangen:
| Jahr | Einwohner         | Quelle       |
| ---- | ----------------- | ------------ |
| 1992 | keine Detaildaten | Volkszählung |
| 2001 | 652               | Volkszählung |
| 2012 | 625               | Volkszählung |
| 2024 |                   | Volkszählung |

Die Region weist einen hohen Anteil an Quechua-Bevölkerung auf, im Municipio Tarabuco sprechen 98,6 Prozent der Bevölkerung Quechua.